# Album al numero uno della classifica FIMI nel 1997
La presente lista elenca gli album che hanno raggiunto la prima posizione nella classifica settimanale italiana Artisti, stilata durante il 1997 dalla Federazione Industria Musicale Italiana, in collaborazione con Nielsen.
| Settimana    | Settimana    | Album                          | Artista             | Settimane consecutive | Settimane totali | Fonte |
| Inizio       | Fine         | Album                          | Artista             | Settimane consecutive | Settimane totali | Fonte |
| ------------ | ------------ | ------------------------------ | ------------------- | --------------------- | ---------------- | ----- |
| 27 dicembre  | 2 gennaio    | The Best of Zucchero           | Zucchero Fornaciari | 6                     | 8                | [ 1 ] |
| 3 gennaio    | 9 gennaio    | Mondi sommersi                 | Litfiba             | 2                     | 2                | [ 1 ] |
| 10 gennaio   | 16 gennaio   | Mondi sommersi                 | Litfiba             | 2                     | 2                | [ 1 ] |
| 17 gennaio   | 23 gennaio   | The Best of Zucchero           | Zucchero            | 2                     | 8                | [ 1 ] |
| 24 gennaio   | 30 gennaio   | The Best of Zucchero           | Zucchero            | 2                     | 8                | [ 1 ] |
| 31 gennaio   | 6 febbraio   | Lorenzo 1997 - L'albero        | Jovanotti           | 4                     | 4                | [ 1 ] |
| 7 febbraio   | 13 febbraio  | Lorenzo 1997 - L'albero        | Jovanotti           | 4                     | 4                | [ 1 ] |
| 14 febbraio  | 20 febbraio  | Lorenzo 1997 - L'albero        | Jovanotti           | 4                     | 4                | [ 1 ] |
| 21 febbraio  | 27 febbraio  | Lorenzo 1997 - L'albero        | Jovanotti           | 4                     | 4                | [ 1 ] |
| 28 febbraio  | 6 marzo      | Pop                            | U2                  | 2                     | 2                | [ 1 ] |
| 7 marzo      | 13 marzo     | Pop                            | U2                  | 2                     | 2                | [ 1 ] |
| 14 marzo     | 20 marzo     | Dimmi cosa succede sulla terra | Pino Daniele        | 8                     | 8                | [ 1 ] |
| 21 marzo     | 27 marzo     | Dimmi cosa succede sulla terra | Pino Daniele        | 8                     | 8                | [ 1 ] |
| 28 marzo     | 3 aprile     | Dimmi cosa succede sulla terra | Pino Daniele        | 8                     | 8                | [ 1 ] |
| 4 aprile     | 10 aprile    | Dimmi cosa succede sulla terra | Pino Daniele        | 8                     | 8                | [ 1 ] |
| 12 aprile    | 17 aprile    | Dimmi cosa succede sulla terra | Pino Daniele        | 8                     | 8                | [ 1 ] |
| 18 aprile    | 24 aprile    | Dimmi cosa succede sulla terra | Pino Daniele        | 8                     | 8                | [ 1 ] |
| 25 aprile    | 1º maggio    | Dimmi cosa succede sulla terra | Pino Daniele        | 8                     | 8                | [ 1 ] |
| 2 maggio     | 8 maggio     | Dimmi cosa succede sulla terra | Pino Daniele        | 8                     | 8                | [ 1 ] |
| 9 maggio     | 15 maggio    | Su e giù da un palco           | Ligabue             | 1                     | 5                | [ 1 ] |
| 16 maggio    | 22 maggio    | Anime in gioco                 | Claudio Baglioni    | 1                     | 1                | [ 1 ] |
| 23 maggio    | 29 maggio    | Su e giù da un palco           | Ligabue             | 4                     | 5                | [ 1 ] |
| 30 maggio    | 5 giugno     | Su e giù da un palco           | Ligabue             | 4                     | 5                | [ 1 ] |
| 6 giugno     | 12 giugno    | Su e giù da un palco           | Ligabue             | 4                     | 5                | [ 1 ] |
| 13 giugno    | 19 giugno    | Su e giù da un palco           | Ligabue             | 4                     | 5                | [ 1 ] |
| 20 giugno    | 26 giugno    | La dura legge del gol          | 883                 | 3                     | 3                | [ 1 ] |
| 27 giugno    | 3 luglio     | La dura legge del gol          | 883                 | 3                     | 3                | [ 1 ] |
| 4 luglio     | 10 luglio    | La dura legge del gol          | 883                 | 3                     | 3                | [ 1 ] |
| 12 luglio    | 17 luglio    | Romanza                        | Andrea Bocelli      | 6                     | 6                | [ 1 ] |
| 18 luglio    | 24 luglio    | Romanza                        | Andrea Bocelli      | 6                     | 6                | [ 1 ] |
| 25 luglio    | 31 luglio    | Romanza                        | Andrea Bocelli      | 6                     | 6                | [ 1 ] |
| 1º agosto    | 7 agosto     | Romanza                        | Andrea Bocelli      | 6                     | 6                | [ 1 ] |
| 8 agosto     | 14 agosto    | Romanza                        | Andrea Bocelli      | 6                     | 6                | [ 1 ] |
| 15 agosto    | 21 agosto    | Romanza                        | Andrea Bocelli      | 6                     | 6                | [ 1 ] |
| 22 agosto    | 28 agosto    | Be Here Now                    | Oasis               | 2                     | 2                | [ 1 ] |
| 29 agosto    | 4 settembre  | Be Here Now                    | Oasis               | 2                     | 2                | [ 1 ] |
| 5 settembre  | 11 settembre | Tabula Rasa Elettrificata      | C.S.I.              | 1                     | 1                | [ 1 ] |
| 12 settembre | 18 settembre | Mangio troppa cioccolata       | Giorgia             | 1                     | 1                | [ 1 ] |
| 19 settembre | 25 settembre | The Big Picture                | Elton John          | 4                     | 4                | [ 1 ] |
| 26 settembre | 2 ottobre    | The Big Picture                | Elton John          | 4                     | 4                | [ 1 ] |
| 3 ottobre    | 9 ottobre    | The Big Picture                | Elton John          | 4                     | 4                | [ 1 ] |
| 10 ottobre   | 16 ottobre   | The Big Picture                | Elton John          | 4                     | 4                | [ 1 ] |
| 17 ottobre   | 23 ottobre   | Leggera                        | Mina                | 1                     | 1                | [ 1 ] |
| 24 ottobre   | 30 ottobre   | Eros                           | Eros Ramazzotti     | 4                     | 4                | [ 1 ] |
| 31 ottobre   | 6 novembre   | Eros                           | Eros Ramazzotti     | 4                     | 4                | [ 1 ] |
| 7 novembre   | 13 novembre  | Eros                           | Eros Ramazzotti     | 4                     | 4                | [ 1 ] |
| 14 novembre  | 20 novembre  | Eros                           | Eros Ramazzotti     | 4                     | 4                | [ 1 ] |
| 21 novembre  | 27 novembre  | Paint the Sky with Stars       | Enya                | 6                     | 8                | [ 1 ] |
| 28 novembre  | 4 dicembre   | Paint the Sky with Stars       | Enya                | 6                     | 8                | [ 1 ] |
| 5 dicembre   | 11 dicembre  | Paint the Sky with Stars       | Enya                | 6                     | 8                | [ 1 ] |
| 12 dicembre  | 18 dicembre  | Paint the Sky with Stars       | Enya                | 6                     | 8                | [ 1 ] |
| 19 dicembre  | 25 dicembre  | Paint the Sky with Stars       | Enya                | 6                     | 8                | [ 1 ] |

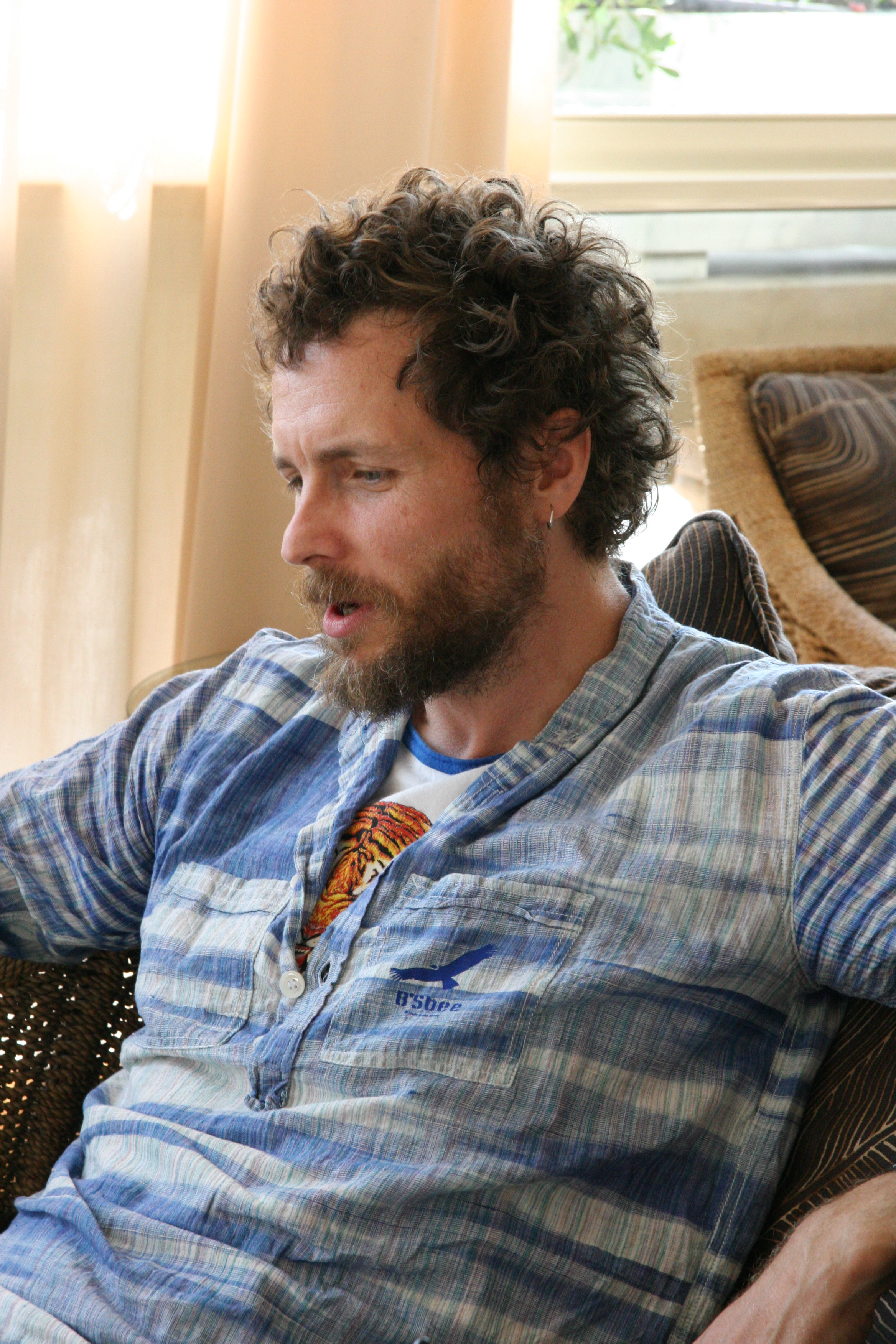
Jovanotti rimase quattro settimane alla posizione numero 1 con il suo album Lorenzo 1997 - L'albero

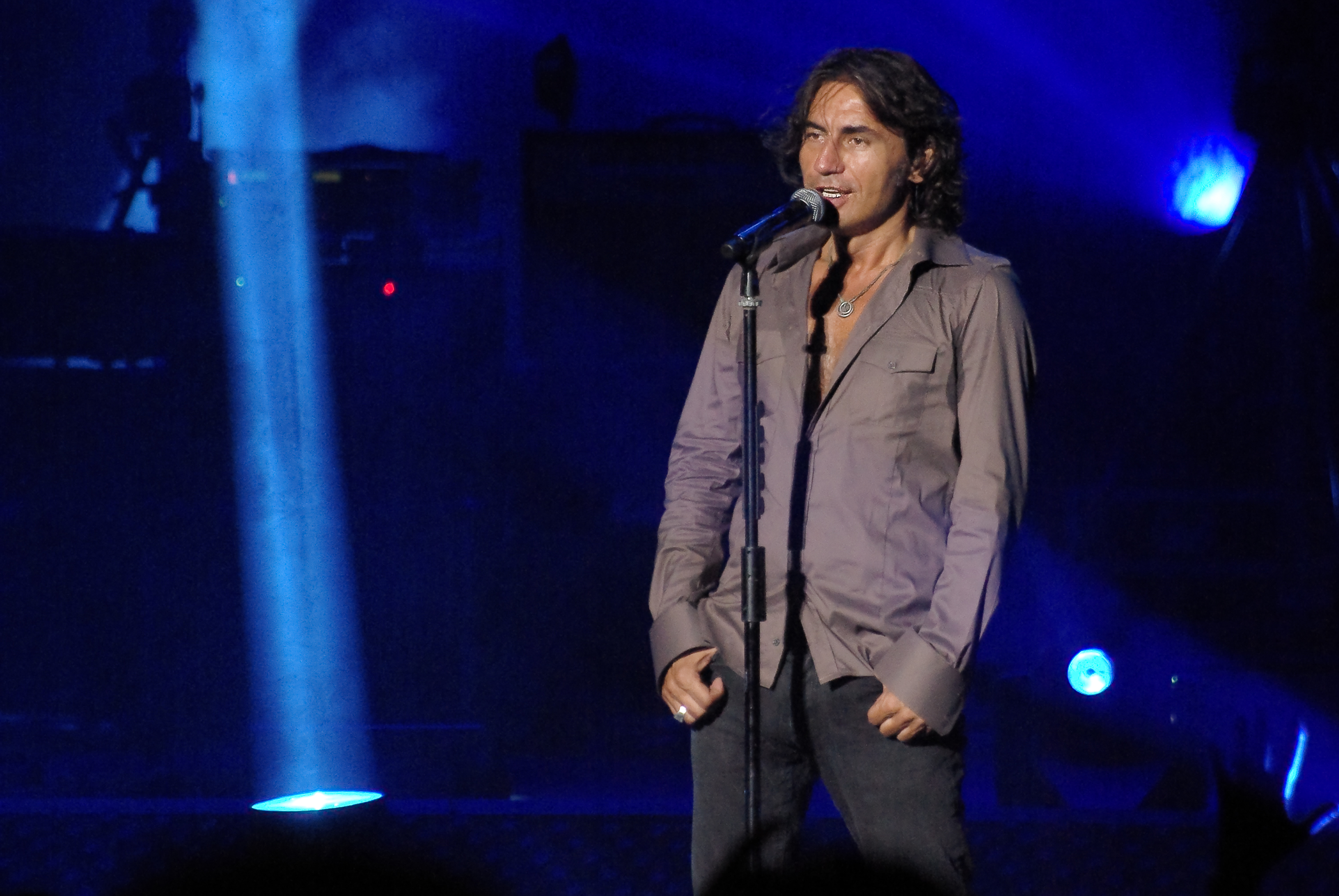
Ligabue portò il suo primo album dal vivo, Su e giù da un palco, alla posizione numero 1

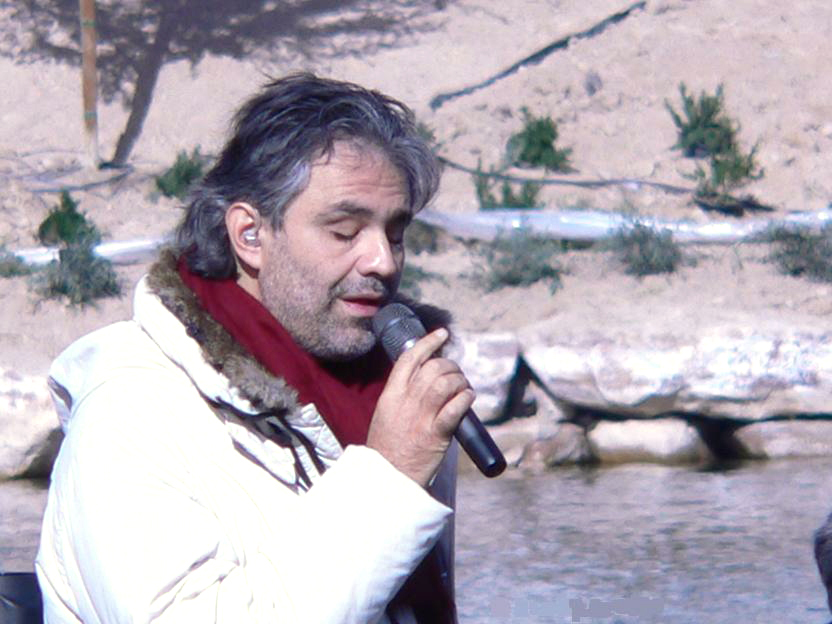
Grande successo per Andrea Bocelli e per il suo Romanza, destinato a diventare l'album italiano più venduto nel mondo

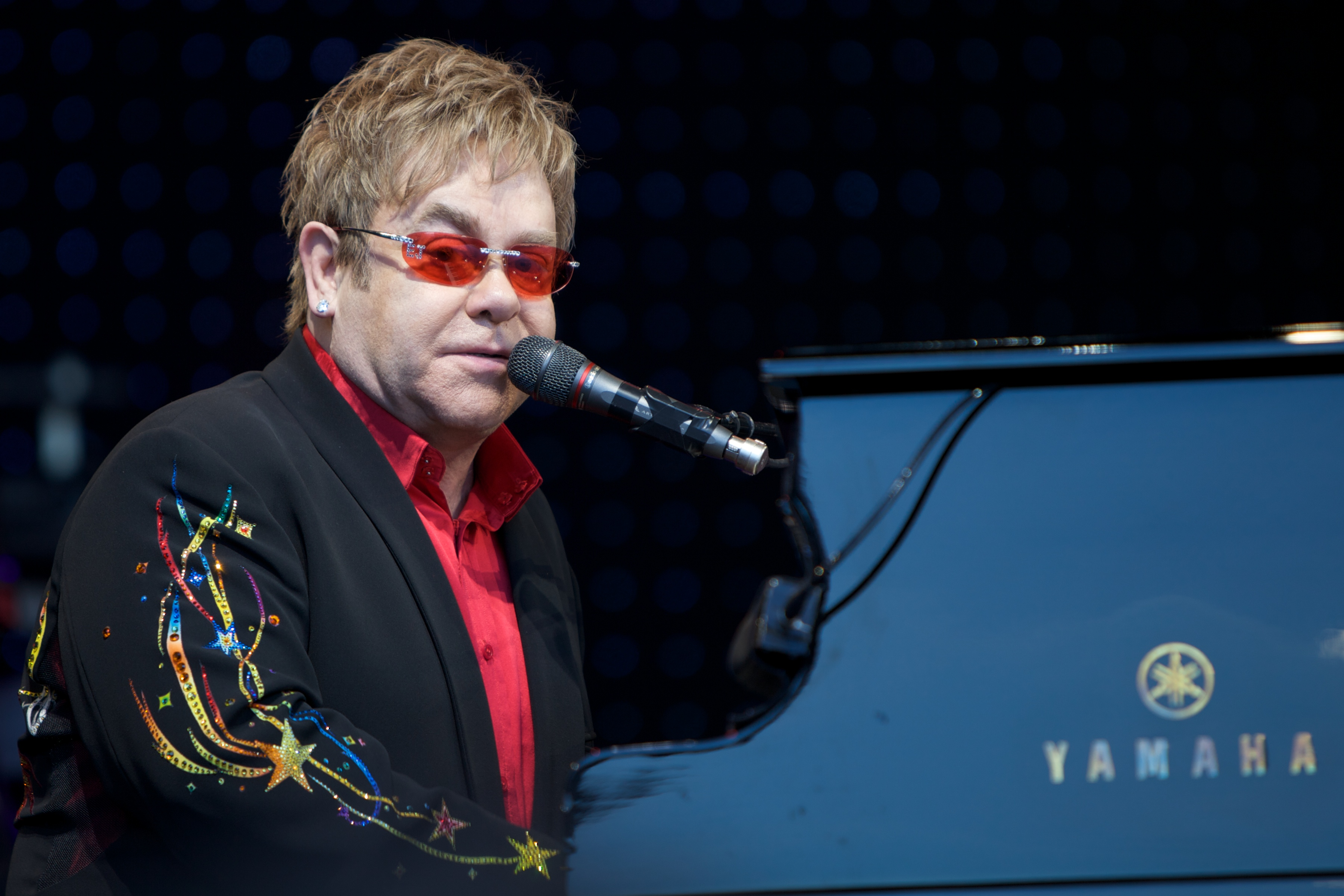
Elton John trascorse quattro settimane in cima alla classifica con il suo album The Big Picture

L'album che nel 1997 ha passato più tempo in vetta alla classifica di vendita è Dimmi cosa succede sulla terra di Pino Daniele (8 settimane consecutive).